# Pakfront

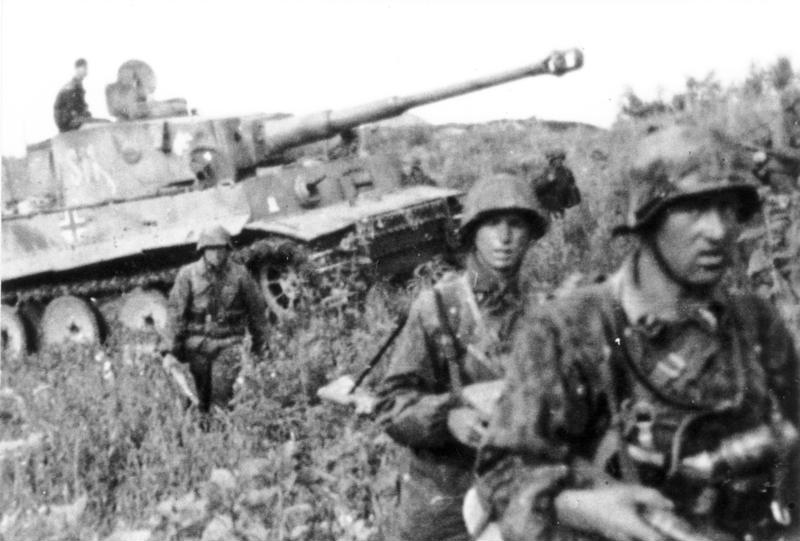
Německé jednotky během operace Citadela

Pakfront byla obranná vojenská taktika, vyvinutá německou armádou na východní frontě druhé světové války a zdokonalená Rudou armádou. Název pochází z německé zkratky PaK pro protitankové dělo (Panzerabwehrkanone).
Taktika pakfrontu spočívala v koordinaci palby až deseti protitankových děl a měla původně čelit sovětské materiální a lidské převaze během velkých sovětských útoků. Taktika se ukázala být velmi účinná. Rudá armáda ji začala brzy kopírovat a zdokonalila její použití koncentrací palby všech děl na jeden cíl. Takovýmto cílem byl většinou velitelský tank, který byl jediným úderem všech děl ihned zcela zničen, a to bez ohledu na míru obrnění.
Německá armáda v odpovědi na sovětské použití této taktiky vyvinula taktiku tzv. pancéřového klínu, která měla ale jen omezený úspěch. V bitvě u Kurska sovětské pakfronty zpomalily německý postup v pancéřových klínech na jižním úseku fronty a na severním úseku jej zcela zastavily.